# Tuohisalo (ö i Kuopio, lat 62,62, long 28,28)
Tuohisalo är en ö i Finland. Den ligger i sjön Suvasvesi och i kommunen Kuopio i den ekonomiska regionen  Kuopio ekonomiska region  och landskapet Norra Savolax, i den centrala delen av landet, 300 km nordost om huvudstaden Helsingfors. Öns area är 3,89 kvadratkilometer och dess största längd är 7,6 kilometer i sydöst-nordvästlig riktning.